# Kapituła kolegiacka w Nowym Sączu
Kapituła kolegiacka dla diecezji tarnowskiej została utworzona przez kardynała Zbigniewa Oleśnickiego 4 października 1448 r. i osadzona w Nowym Sączu. Równocześnie podniesiono ówczesny kościół parafialny pod wezwaniem św. Małgorzaty do rangi Kolegiaty. Była to pierwsza kapituła kolegiacka w diecezji tarnowskiej (która powstała w 1786 roku). Kapituła kolegiacka w Nowym Sączu przetrwała do 1791 roku, kiedy dokonano kasacji przez zaborcze władze austriackie.
Biskup tarnowski Józef Życiński ponownie powołał do istnienia Kapitułę kolegiacką w Nowym Sączu 8 grudnia 1996 roku.
Zadaniem nowo powołanego kolegium kanoników miało być wsparcie biskupa i kapituły katedralnej. 

## Kanonicy Kapituły Kolegiackiej w Nowym Sączu
Prepozyt
- ks. dr Jerzy Jurkiewicz

Archidiakon
- ks. dr Adam Kokoszka

Scholastyk
- ks. dr Antoni Koterla

Kustosz
- ks. dr hab. Robert Biel

Kanonicy gremialni
- +ks. mgr Zbigniew Smajdor
- ks. mgr lic. Zbigniew Adamek
- ks. mgr Józef Dobosz
- ks. Tadeusz Mastej
- ks. dr Jan Siedlarz
- ks. mgr Józef Wałaszek
- ks. mgr Kazimierz Bonarek
- ks. Czesław Muszyński
- ks. dr Edward Gabryel